# Meggyesforduló
Meggyesforduló (Medieș-Râturi), település Romániában, a Partiumban, Szatmár megyében

## Fekvése
Aranyosmeggyes keleti szomszédjában fekvő település.

## Története
Meggyesforduló 1956 előtt Aranyosmeggyes része volt. 1956-ban lett önálló település.
A 2010-es évek elején 332 lakosa volt.